# Odorico Leovigildo Sáiz Pérez
 Odorico Leovigildo Saiz Pérez O.F.M. (Revilla del Campo, 6 de febrero de 1912-14 de octubre de 2012) fue un obispo católico español. Cuando cumplió cien años, fue el obispo de mayor edad de toda la historia del obispado español.
Saiz fue ordenado sacerdote el 13 de marzo de 1937 en la Orden Franciscana. Fue nombrado vicario apostólico de Requena el 26 de noviembre de 1973 así como obispo titular de Simingi. Pérez se retiró como vicariado de Requena el 15 de mayo de 1987.